# The Diplomat (sèrie de televisió)
The Diplomat és una sèrie de televisió de thriller polític estatunidenca creada per Debora Cahn. Es va estrenar a Netflix el 20 d'abril de 2023. El maig de 2023 es va renovar per a una segona temporada, estrenada el 31 d'octubre de 2024. Keri Russell va ser nominada a l'Screen Actors Guild Award, al Globus d'Or a la millor actriu en una sèrie dramàtica i al premi Primetime Emmy a la millor actriu principal en una sèrie dramàtica als 75ns premis Primetime Emmy. L'octubre de 2024, la sèrie es va renovar per a una tercera temporada.

## Premissa
La sèrie se centra en Kate Wyler, la nova ambaixadora dels Estats Units al Regne Unit, mentre ajuda a desactivar una crisi internacional, forja aliances estratègiques i s'adapta al seu nou lloc en el punt de mira. També gestiona el deteriorament del seu matrimoni amb el seu company diplomàtic de carrera Hal Wyler.

## Repartiment

### Principal
- Keri Russell com a Katherine "Kate" Wyler, recentment nomenada ambaixadora dels EUA al Regne Unit
- Rufus Sewell com a Hal Wyler, el marit de Kate i antic ambaixador dels Estats Units al Líban, que lluita amb la seva manca de publicació.
- David Gyasi com Austin Dennison, secretari d'Afers Exteriors del Regne Unit
- Ali Ahn com a Eidra Park, cap de l'estació de la CIA
- Rory Kinnear com a Nicol Trowbridge, primer ministre del Regne Unit
- Ato Essandoh com Stuart Heyford, cap adjunt de missió de l'ambaixada dels Estats Units a Londres

### Recurrent
- Celia Imrie com Margaret Roylin, una antiga directora de campanya del Partit Conservador britànic.
- Miguel Sandoval com a Miguel Ganon, Secretari d'Estat dels Estats Units
- Nana Mensah com Billie Appiah, cap de gabinet de la Casa Blanca
- Michael McKean com a William Rayburn, president dels Estats Units
- T'Nia Miller com a Cecilia Dennison, la germana d'Austin Dennison (temporada 1)
- Allison Janney com a Grace Penn, vicepresidenta dels Estats Units (temporada 2)
- Adrienne Warren com a oficial de la CIA, àlies Geòrgia (temporada 2)